# Miranda Cosgrove

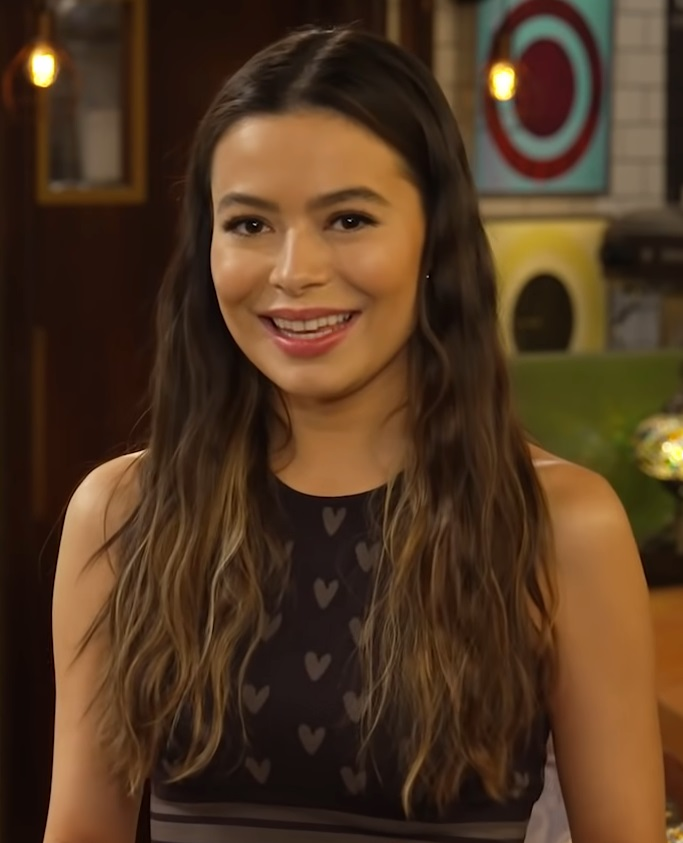
Miranda Cosgrove (2022)

Miranda Taylor Cosgrove (* 14. Mai 1993 in Los Angeles, Kalifornien) ist eine US-amerikanische Schauspielerin, Pop-Rock-Sängerin und Synchronsprecherin. Sie ist vor allem durch ihre Fernseh-Rollen der Megan Parker in Drake & Josh und der Carly Shay in iCarly bekannt.

## Leben
Im Alter von etwa drei Jahren wurde Miranda Cosgrove von einem Talentscout in einem Restaurant entdeckt. Zunächst wurde sie für Werbespots verpflichtet, darunter für Burger King und McDonald’s, und nahm an Castingverfahren für verschiedene Rollen teil. 2003 gelang ihr der Durchbruch an der Seite von Jack Black in School of Rock.
Im Jahr 2003 bekam sie die Rolle der Megan Parker in der Nickelodeon-Sitcom Drake & Josh. Von 2007 bis 2012 spielte sie die Hauptrolle der Carly Shay in der Serie iCarly, ebenfalls von Nickelodeon. Cosgrove absolvierte zudem einige Gastauftritte in weiteren Nickelodeon-Serien wie Zoey 101 und Unfabulous. Sie spielte sowohl in Drake & Josh als auch in der Komödie Deine, meine & unsere die Schwester von Drake Bell. Im Herbst 2010 erhielt Cosgrove eine Rolle in der Serie Good Wife. Dort spielte sie einen Popstar namens Sloan, der wegen Trunkenheit am Steuer vor Gericht stehen musste.
Mit iCarly erschien im Dezember 2007 ihre erste Single zusammen mit Drake Bell unter dem Titel Leave It All to Me. Diese war jedoch erst in den USA erhältlich. Im Juni 2008 brachte das Plattenlabel Columbia Records den iCarly-Soundtrack mit den vier Liedern Leave It All to Me, Stay My Baby, About You Now und Headphones On heraus. About You Now schaffte es auf Platz 47 unter den Top 100 der Charts und ist bis heute ihre erfolgreichste Single. Daraufhin folgte eine erweiterte Version von About You Now mit zwei neuen Liedern, F.Y.I und Party Girl. Um für den Film Wolkig mit Aussicht auf Fleischbällchen zu werben, veröffentlichte Columbia Records mit Miranda Cosgrove eine Single mit dem Titel Raining Sunshine. Im August 2009 hatte das gleichnamige Musikvideo Premiere. Im März 2010 erschien ihr aktuelles Album Sparks Fly.
Im Jahr 2011 fand Miranda Cosgroves Debüt-Tournee Dancing Crazy Tour in zahlreichen Städten Nordamerikas statt. Die Tour begann in Missouri in den Vereinigten Staaten und endete in Ohio. Am 11. August 2011 war Cosgroves Tourbus in Vandalia, Illinois, an einem Verkehrsunfall beteiligt. Cosgrove brach sich einen Knöchel, so dass die weiteren Konzerte abgesagt werden mussten.
Sie hatte 2013 einen Cameo-Auftritt im Musikvideo Happy von Pharrell Williams sowie 2018 in Happier von Marshmello.
2010, 2013, 2017 und 2024 lieh sie in den Animationsfilmen Ich – Einfach unverbesserlich und dessen Fortsetzungen Ich – Einfach unverbesserlich 2, Ich – Einfach unverbesserlich 3 und Ich – Einfach unverbesserlich 4 der Rolle der Margo im Originalton ihre Stimme. 2015 spielte sie die Hauptrolle der Rose Halshford im kanadischen Psycho-Thriller Die Eindringlinge. 2016 übernahm sie die Hauptrolle der Shea Moore in der kurzlebigen Comedyserie Crowded. 2017 spielte sie im NBC-Pilotfilm Spaced Out, der nicht als Serie fortgesetzt wurde. 2018 gehörte sie zur Besetzung des CBS-Pilotfilms History of Them, der ebenfalls nicht fortgeführt wurde. 2021 spielte sie in der Fortsetzung von iCarly erneut die Rolle der Carly Shay. Sie war ebenfalls an der Produktion beteiligt.

## Filmografie

### Filme

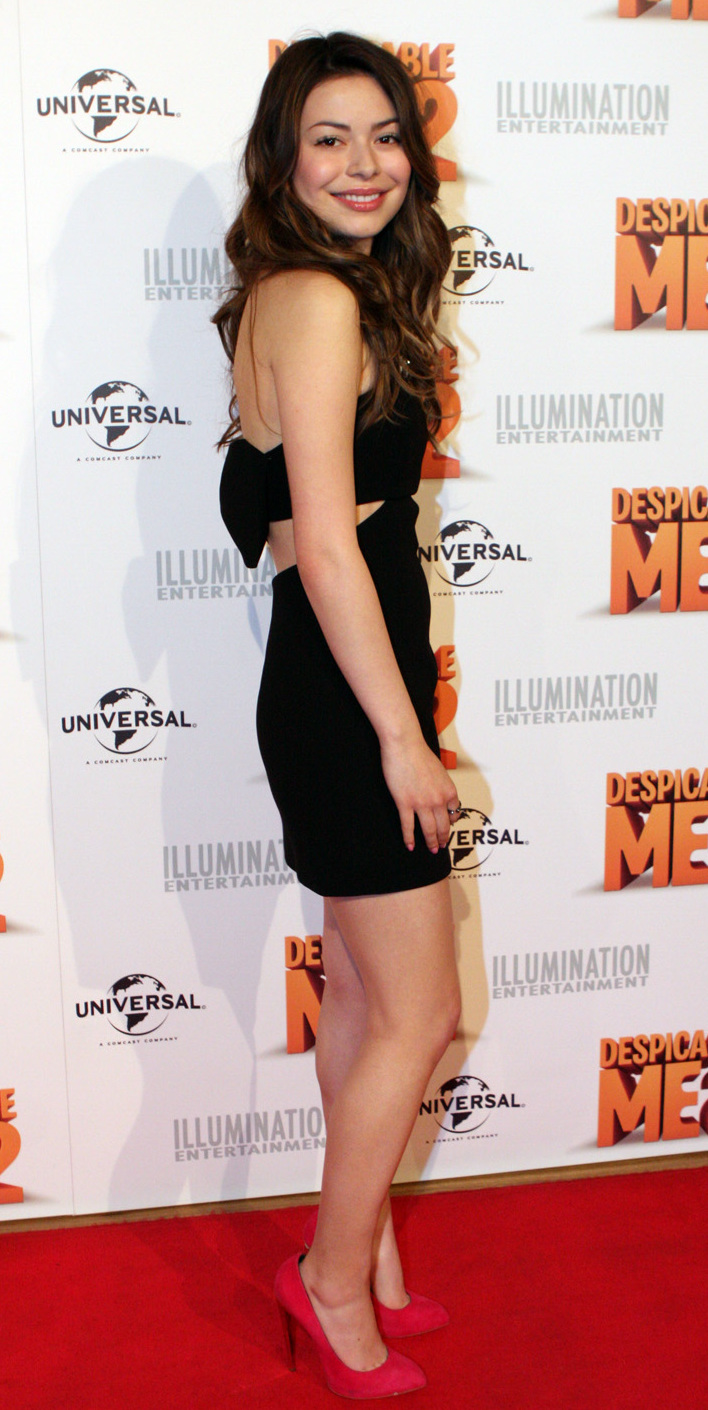
Miranda Cosgrove bei der Australien-Premiere von Ich – Einfach unverbesserlich 2 (2013)

- 2002: What’s New, Scooby-Doo? (Synchronstimme)
- 2003: School of Rock
- 2005: Deine, meine & unsere (Yours, Mine and Ours)
- 2006: Here Comes Peter Cottontail: The Movie (Synchronstimme/Animierte Rolle)
- 2006: Keeping Up with the Steins
- 2006: Drake & Josh unterwegs nach Hollywood (Drake & Josh Go Hollywood)
- 2008: iCarly: Trouble in Tokio (iCarly: iGo to Japan)
- 2008: Fröhliche Weihnachten, Drake & Josh (Merry Christmas, Drake & Josh)
- 2009: iCarly: Böse verliebt (iCarly: iDate a Bad Boy)
- 2009: iCarly: Vier Fäuste für iCarly (iCarly: iFight Shelby Marx)
- 2009: iCarly: Schluss mit lustig (iCarly: iQuit iCarly)
- 2009: Das Geheimnis des wilden Mustangs (The Wild Stallion)
- 2010: Ich – Einfach unverbesserlich (Despicable Me, Synchronstimme)
- 2011: iCarly: Party mit Victorious (iCarly: iParty with Victorious)
- 2012: iCarly: Ciao Carly (iCarly: iGoodbye)
- 2013: Ich – Einfach unverbesserlich 2 (Despicable Me 2, Synchronstimme)
- 2015: Die Eindringlinge (The Intruders)
- 2015: A Mouse Tale (Synchronstimme)
- 2017: Ich – Einfach unverbesserlich 3 (Despicable Me 3, Synchronstimme)
- 2019: 3022
- 2021: North Hollywood
- 2024: Mother of the Bride
- 2024: Drugstore June
- 2024: Ich – Einfach Unverbesserlich 4 (Despicable Me 4, Synchronstimme)

### Fernsehserien
- 2001: Smallville (Folge 1x01)

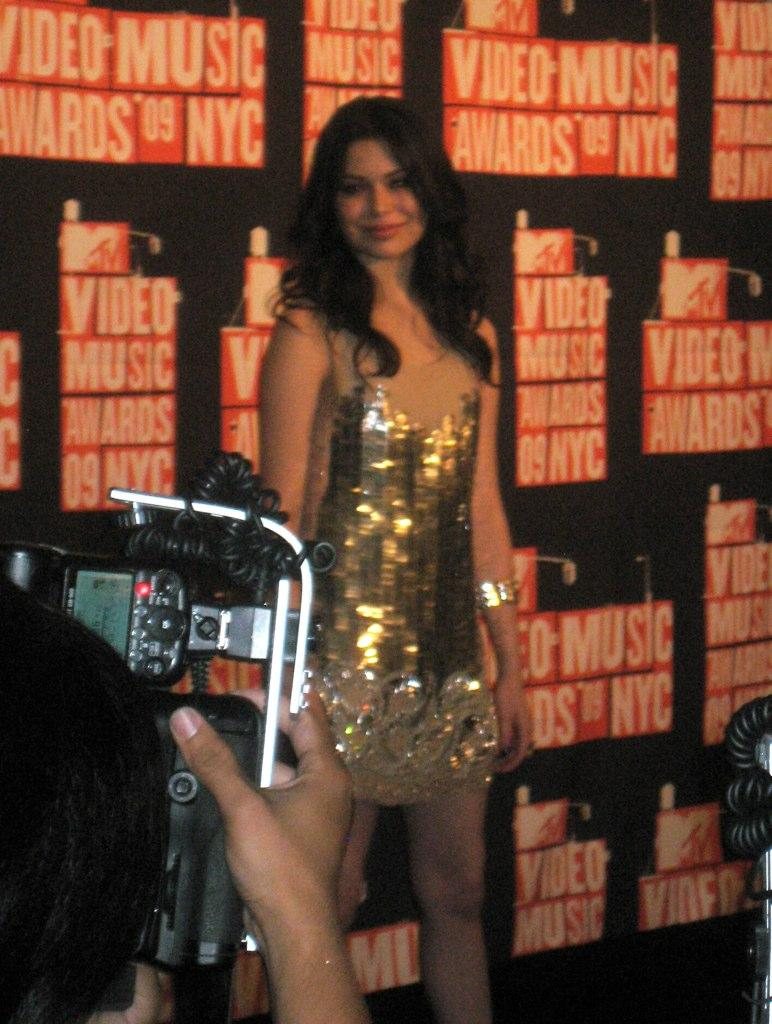
Cosgrove bei den MTV Video Music Awards 2009

- 2004: Keine Gnade für Dad (Grounded for Life, Folge 5x05)
- 2004–2007: Drake & Josh (57 Folgen)
- 2007: Zoey 101 (Folge 3x18)
- 2007: Unfabulous (Folge 3x01)
- 2007: Just Jordan (Folge 1x13)
- 2007–2012: iCarly (93 Folgen)
- 2008: The Naked Brothers Band (Folge 3x01)
- 2010: Good Wife (The Good Wife, Folge 2x07)
- 2010: Big Time Rush (Folgen 2x08–2x09)
- 2016: Hollywood Game Night (Folge 2x04)
- 2016: Crowded (13 Folgen)
- 2020: Die Goldbergs (The Goldbergs, Folge 7x14)
- 2021–2023: iCarly (2021)

Für den deutschsprachigen Raum wurde Cosgrove anfangs von Adak Azdasht synchronisiert. In den Serien Drake & Josh und Zoey 101 lieh ihr Melina Borcherding ihre Stimme. In iCarly wurde sie von Rubina Nath synchronisiert.

## Diskografie
Studioalben

| Jahr | Titel Musiklabel                   | Höchstplatzierung, Gesamtwochen, AuszeichnungChartplatzierungen (Jahr, Titel, Musiklabel, Platzierungen, Wochen, Auszeichnungen, Anmerkungen) | Höchstplatzierung, Gesamtwochen, AuszeichnungChartplatzierungen (Jahr, Titel, Musiklabel, Platzierungen, Wochen, Auszeichnungen, Anmerkungen) | Höchstplatzierung, Gesamtwochen, AuszeichnungChartplatzierungen (Jahr, Titel, Musiklabel, Platzierungen, Wochen, Auszeichnungen, Anmerkungen) | Höchstplatzierung, Gesamtwochen, AuszeichnungChartplatzierungen (Jahr, Titel, Musiklabel, Platzierungen, Wochen, Auszeichnungen, Anmerkungen) | Höchstplatzierung, Gesamtwochen, AuszeichnungChartplatzierungen (Jahr, Titel, Musiklabel, Platzierungen, Wochen, Auszeichnungen, Anmerkungen) | Anmerkungen                                             |
| Jahr | Titel Musiklabel                   | DE | AT | CH | UK | US | Anmerkungen                                             |
| ---- | ---------------------------------- | --- | --- | --- | --- | --- | ------------------------------------------------------- |
| 2010 | Sparks Fly Columbia Records (Sony) | DE96 (1 Wo.)DE | AT46 (3 Wo.)AT | CH35 (6 Wo.)CH | — | US8 (17 Wo.)US | Erstveröffentlichung: 27. April 2010 Verkäufe: + 36.057 |

## Auszeichnungen und Nominierungen
Für ihre Darstellung in School of Rock gewann Miranda Cosgrove 2004 den Young Artist Award sowie den MTV Movie Award.
Außerdem gewann iCarly 2008 den Nick Kids’ Choice Award in der Kategorie „Lieblingsfernsehserie“, jedoch gewann Miranda Cosgrove nicht in der Kategorie „Lieblingsschauspieler“, in der sie auch nominiert worden war.
2010 und 2011 gewann iCarly erneut den Nick Kids’ Choice Award als „Lieblingsfernsehserie“.
| Tabellarische Übersicht der Auszeichnungen und Nominierungen | Tabellarische Übersicht der Auszeichnungen und Nominierungen | Tabellarische Übersicht der Auszeichnungen und Nominierungen | Tabellarische Übersicht der Auszeichnungen und Nominierungen                 | Tabellarische Übersicht der Auszeichnungen und Nominierungen |
| Jahr                                                         | Auszeichnung                                                 | Für                                                          | Kategorie                                                                    | Resultat                                                     |
| ------------------------------------------------------------ | ------------------------------------------------------------ | ------------------------------------------------------------ | ---------------------------------------------------------------------------- | ------------------------------------------------------------ |
| 2004                                                         | Young Artist Award                                           | School of Rock                                               | Best Young Ensemble in a Feature Film                                        | Nominiert                                                    |
| 2004                                                         | MTV Movie Awards                                             | School of Rock                                               | Best On-Screen Team                                                          | Nominiert                                                    |
| 2006                                                         | Young Artist Awards                                          | Yours, Mine and Ours                                         | Best Performance in a Feature Film – Young Ensemble Cast                     | Nominiert                                                    |
| 2007                                                         | Young Artist Awards                                          | Drake & Josh                                                 | Best Performance in a TV Series (Comedy or Drama) – Supporting Young Actress | Nominiert                                                    |
| 2008                                                         | Young Artist Awards                                          | iCarly                                                       | Best Performance in a TV Series – Leading Young Actress                      | Nominiert                                                    |
| 2008                                                         | Kids’ Choice Awards                                          | iCarly                                                       | Favorite TV Show                                                             | Nominiert                                                    |
| 2008                                                         | Kids’ Choice Awards                                          | Drake & Josh                                                 | Favorite TV Show                                                             | Gewonnen                                                     |
| 2009                                                         | Kids’ Choice Awards                                          | iCarly                                                       | Favorite Television Actress                                                  | Nominiert                                                    |
| 2009                                                         | Kids’ Choice Awards                                          | iCarly                                                       | Favorite TV Show (Shared with cast of iCarly)                                | Gewonnen                                                     |
| 2009                                                         | Young Artist Awards                                          | iCarly                                                       | Outstanding Young Performers in a TV Series                                  | Nominiert                                                    |
| 2009                                                         | Young Artist Awards                                          | iCarly                                                       | Best Performance in a TV Series (Comedy or Drama) – Leading Young Actress    | Gewonnen                                                     |
| 2009                                                         | Teen Choice Awards                                           | iCarly                                                       | Choice TV Actress: Comedy                                                    | Nominiert                                                    |
| 2010                                                         | Nick Kids’ Choice Awards                                     | iCarly                                                       | Favorite Television Actress                                                  | Nominiert                                                    |
| 2010                                                         | Nick Kids’ Choice Awards                                     | iCarly                                                       | Favorite TV Show (gemeinsam mit den Darstellern von iCarly)                  | Gewonnen                                                     |
| 2010                                                         | Young Artist Awards                                          | iCarly                                                       | Outstanding Young Performers in a TV Series                                  | Nominiert                                                    |
| 2010                                                         | Young Artist Awards                                          | iCarly                                                       | Best Performance in a TV Series (Comedy or Drama) – Leading Young Actress    | Nominiert                                                    |
| 2010                                                         | Teen Choice Awards                                           | iCarly                                                       | Choice TV Actress: Comedy                                                    | Nominiert                                                    |
| 2010                                                         | Teen Choice Awards                                           | Miranda Cosgrove                                             | Choice Smile                                                                 | Nominiert                                                    |
| 2010                                                         | Teen Choice Awards                                           | Sparks Fly                                                   | Choice Music: Breakout Artist—Female                                         | Nominiert                                                    |
| 2010                                                         | Nickelodeon Kids’ Choice Awards México                       | Carly Shay                                                   | Favorite International Character of Series: Female                           | Gewonnen                                                     |
| 2010                                                         | Nickelodeon Australian Kids’ Choice Award                    | iCarly                                                       | Favorite TV Star                                                             | Nominiert                                                    |
| 2011                                                         | Producers Guild of America Awards                            | Despicable Me                                                | Favorite Animated Feature                                                    | Nominiert                                                    |
| 2011                                                         | Nick Kids’ Choice Awards                                     | iCarly                                                       | Favorite Television Actress                                                  | Nominiert                                                    |
| 2011                                                         | Nick Kids’ Choice Awards                                     | iCarly                                                       | Favorite TV Show (gemeinsam mit den Darstellern von iCarly)                  | Gewonnen                                                     |
| 2011                                                         | Young Artist Awards                                          | iCarly                                                       | Best Performance in a TV Series (Comedy or Drama) – Leading Young Actress    | Nominiert                                                    |
| 2011                                                         | Teen Choice Awards                                           | iCarly                                                       | Choice TV Actress: Comedy                                                    | Nominiert                                                    |
| 2012                                                         | Nick Kids’ Choice Awards                                     | iCarly                                                       | Favorite Television Actress                                                  | Nominiert                                                    |
| 2012                                                         | Hollywood Teen TV Awards                                     | iCarly                                                       | Favorite Television Actress                                                  | Nominiert                                                    |
| 2012                                                         | Teen Choice Awards                                           | iCarly                                                       | Choice TV Actress: Comedy                                                    | Nominiert                                                    |
| 2012                                                         | Teen Choice Awards                                           | Sich                                                         | Acuvue Inspire Award                                                         | Gewonnen                                                     |
| 2012                                                         | Young Hollywood Awards                                       | Sich                                                         | Cross-Over of The Year                                                       | Gewonnen                                                     |
| 2013                                                         | Nick Kids’ Choice Awards                                     | iCarly                                                       | Favorite TV Actress                                                          | Nominiert                                                    |
| 2013                                                         | Meus Prêmios Nick Brazil                                     | iCarly                                                       | Favorite TV Actress                                                          | Gewonnen                                                     |
| 2014                                                         | Nick Kids’ Choice Awards                                     | Despicable Me 2                                              | Lieblings-Stimme aus einem Animationsfilm                                    | Gewonnen                                                     |